# Fuente el Saz de Jarama
Fuente el Saz de Jarama es un municipio y localidad de España perteneciente a la Comunidad de Madrid. El término municipal tiene una población de 7379 habitantes (INE 2024).

## Geografía
Los pueblos más cercanos a este son, por este orden, Alalpardo, Algete, Valdetorres de Jarama y Cobeña. Fuente el Saz es un pueblo dormitorio de la ciudad de Madrid, en el noreste de la comunidad autónoma. No obstante, no sólo actúa como pueblo dormitorio. También tiene chalets que son segunda vivienda de habitantes de la capital, quienes prefieren el campo para pasar las vacaciones. El gentilicio para la gente de Fuente el Saz de Jarama es «fonsarino» o «fontesacino».

## Historia
Hacia mediados del siglo XIX, el lugar tenía contabilizada una población de 700 habitantes. La localidad aparece descrita en el octavo volumen del Diccionario geográfico-estadístico-histórico de España y sus posesiones de Ultramar de Pascual Madoz de la siguiente manera:

FUENTE EL SAZ DE JARAMA: v. con ayunt. en la prov., aud. terr, y c. g. de Madrid (5 leg.), part. jud. de Alcalá de Henares (4), dióc. de Toledo (17): sit. en la ribera del Jarama y en una fértil y hermosa llanura, que es vega en su mayor parte; la combaten generalmente el viento N., y su clima algo húmedo es propenso á intermitentes: tiene 146 casas de piso bajo y la mavor parte de tierra, distribuidas en 17 calles y tres plazas, hay casa de ayunt. de poco mérito y en estado ruinoso, la que tiene una habitacion destinada para cárcel; escuela de instruccion primaria comun á ambos sexos, á la que concurren como 40 alumnos que se hallan á cargo de un maestro dotado con 1,100 rs. de propios, la rent. de 10 fan. de tierra y un censo de 180 rs.; una fuente de aguas algun tanto gruesas con 2 caños y pilar de piedra que sirve de abrevadero á los ganados, y una igl parr. (San Pedro Apóstol) servida por un párroco y un beneficiado, el curato es de segundo ascenso y de provision en concurso, y el beneficiado nombrado por el hospital de San Juan Bautista de Toledo: en los afueras se encuentra el cementerio en narage que no ofendo á la salud pública.: el térm. se estiende una leg. de N. á S. é igual dist. de E. á O., y confina N. Valdetorres, á 1/4 de leg.; E. Alalpardo, 1/2; S. Algete, 3/4, y O. San Agustin, á 1: se encuentran en él 2 ermitas; la una de Ntra. Sra. de Ciguñuela, dist. 1/4 de leg. del pueblo entre O. y S., y la otra de la Soledad á unos 100 pasos por el lado S.; el desp. titulado de San Julian sit. al O. de la v., 4 alamedas pertenecientes a particulares, un soto de propios, 2 prados naturales de pasto comun pertenecientes á los mismos, una deh. tambien de pastos llamada de Segovia, sit. al lado N. con 50 fan. de estension, es de propiedad particular, y por último lo atraviesa el r. Jarama, que corre de N. á S., el arroyo titulado Pasqueque lo hace de E. á O., y el de los Nogales que nace en el térm. al O. de la pobl. y lleva el mismo curso que el anterior: el terreno es de regular calidad para labor y bastante bueno para plantaciones. caminos: de herradura que dirigen á los pueblos limitrofes. correos: se recibo de Alcalá de Henares por un encargado del ayunt. prod.: cereales, garbanzos, vino, aceite, y hortalizas; mantiene ganado lanar y vacuno; cria caza de liebres, y pesca de barbos y bogas. ind.: la agrícola y una tahona. comercio: esportacion de lo sobrante é importacion de los art. de que carecen. pobl.: 175 vec., 700 alm. cap.prod.: 5.220,920 rs. imp.: 240,265. contr. segun el cálculo general y oficial de la prov.: 9'65 por 100. El presupuesto municipal asciende á 7,682 rs. que se cubren con el prod. de propios, los cuales consisten en tierras calvas y prados para pastos, de él se pagan al secretario 2,200 rs.
(Madoz, 1847, p. 219)

## Demografía
Cuenta con una población de 7379 habitantes (INE 2024).
| Gráfica de evolución demográfica de Fuente el Saz de Jarama entre 1842 y 2021 |
| |
| Población de derecho según los censos de población del INE Población de hecho según los censos de población del INEEn estos censos se denominaba Fuente el Saz: 1842, 1857, 1860, 1877, 1887, 1897, 1900, 1910, 1920, 1930, 1940 y 1950 |

Se puede definir la población del municipio como agrícola. También es de destacar el gran número de negocios familiares del municipio.

## Transporte público
Fuente el Saz de Jarama cuenta con cuatro líneas de autobús, conectando dos de ellas con Madrid en la estación de Plaza de Castilla. Estas líneas son:
| Línea | Recorrido                                      |
| ----- | ---------------------------------------------- |
| 184   | Madrid (Plaza de Castilla) – El Casar          |
| 197   | Madrid (Plaza de Castilla) – Torrelaguna       |
| 254   | Valdeolmos / Fuente el Saz – Alcalá de Henares |
| FS2   | Torrelaguna - Alcalá de Henares                |

## Patrimonio

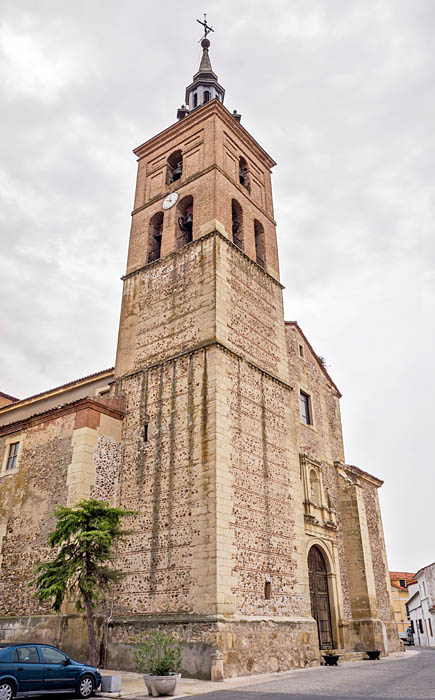
Iglesia de San Pedro Apóstol (o "Mártir")

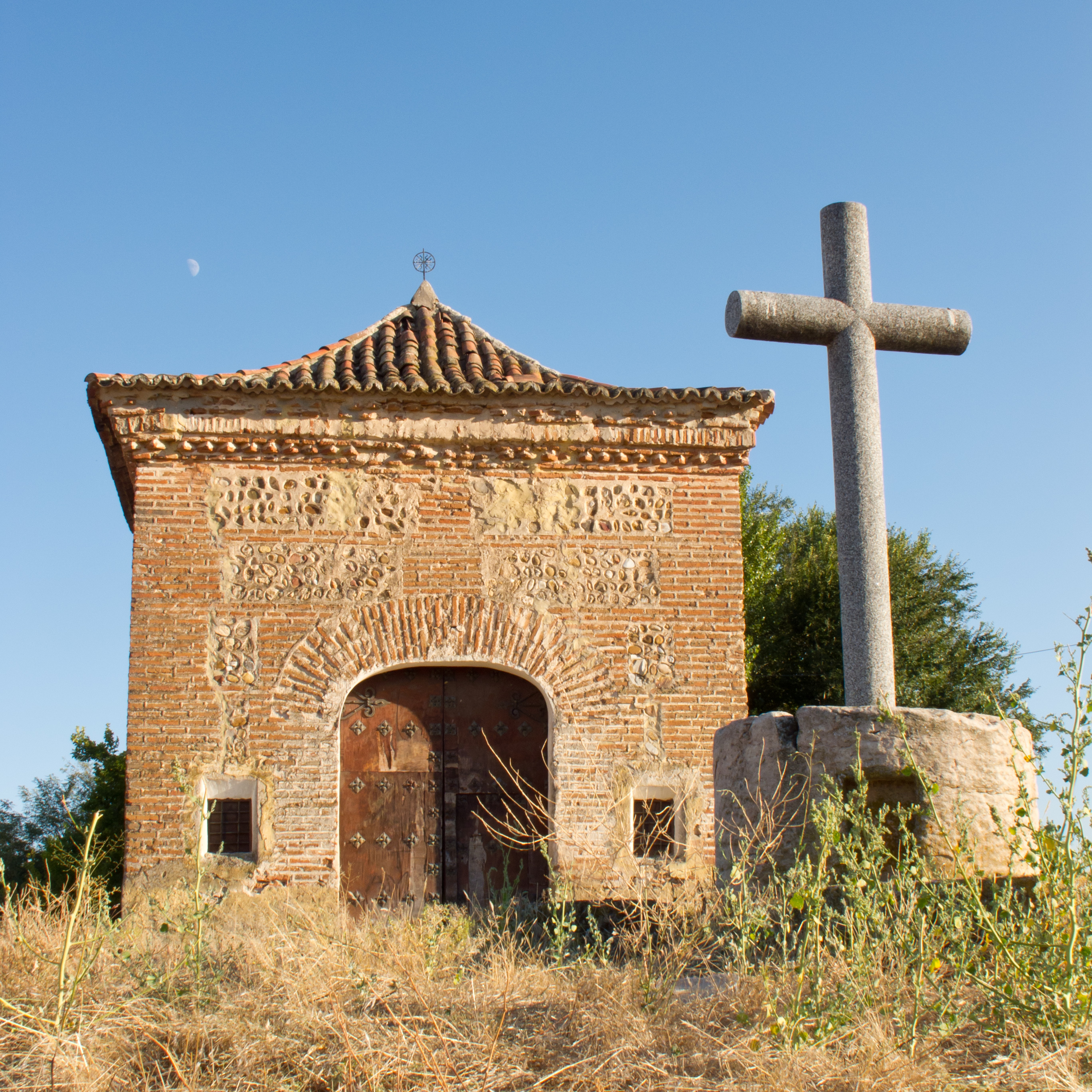
Ermita de la Soledad

- Iglesia de San Pedro Apóstol (o "Mártir"). Iniciada en el siglo XIII, la actual construcción corresponde a los siglos XVI y XVII. Iglesia de tres naves y grandes dimensiones en su interior destaca el retablo barroco del que hay que señalar el cuadro El martirio de San Pedro de Francisco Rizi.
- Ermita de la Soledad.
- Ermita de Nuestra Sra La Virgen de Ciguiñuela.

## Fiestas
La voz popular transmitida hasta nuestros días cuenta que unos pastores observaron en las cercanías de Fuente el Saz que unas cigüeñas se posaban a lo lejos, día tras día, y siempre en un mismo sitio. Llevados por la curiosidad se acercaron a aquel lugar que tanto llamaba la atención de las mismas.
Ya en el juncal donde estaban las cigüeñas vieron cómo brillaban unos objetos medio enterrados en el suelo. Comenzaron a excavar para desenterrarlos y cuál no sería su sorpresa al descubrir la imagen de una Virgen preciosa.
Enterados del hallazgo, los vecinos del pueblo bajaron hasta ese prado a recoger la imagen; pero como quiera que a la vuelta anocheciera, se vieron obligados a encender teas para iluminarse por el camino y llegar al pueblo. Reunidos los lugareños para darle nombre a la imagen y dudando entre los de Nuestra Señora del Saz, Nuestra Señora del Juncal o Nuestra Señora de las Cigüeñas, escogieron este último por ser estas quienes hicieran el hallazgo. Edificaron una ermita en el lugar de la aparición en honor de la imagen de Nuestra Señora de Ciguiñuela.
Desde entonces, año tras año y en conmemoración de aquel hallazgo o aparición, cada 6 de septiembre y a la puesta del sol, se realiza la denominada «Entrada de la Virgen», portando la imagen desde su ermita hasta la iglesia parroquial a hombros de los devotos.

## Política

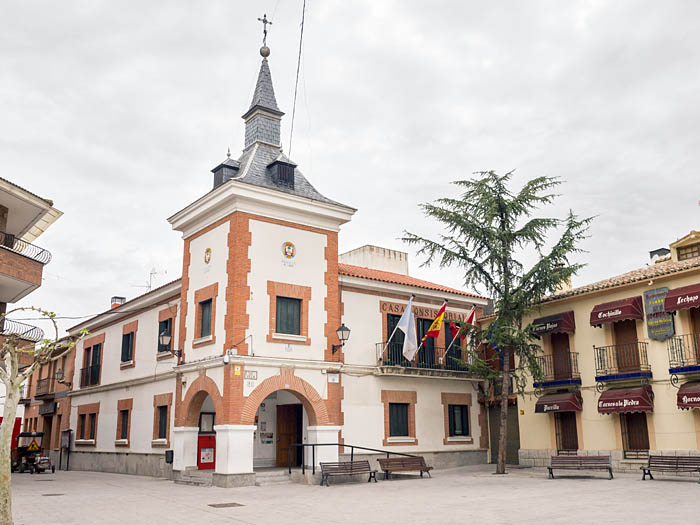
Ayuntamiento

Desde las últimas elecciones municipales del año 2019, el ayuntamiento está gobernado con mayoría simple por el Partido Popular al conseguir 6 de los 13 concejales a elegir. En la oposición se encuentra el PSOE con 3, Ciudadanos con 2, Vox con 1 y IU MeP con 1.
| Elecciones municipales |      |      |
| Partido                | 2019 | 2023 |
| AP / PP                | 6    | 6    |
| PSOE                   | 3    | 3    |
| Vox                    | 1    | 2    |
| Ciudadanos             | 2    | -    |
| JxFS                   | -    | 2    |
| Izquierda Unida        | 1    | -    |
| Total                  | 13   | 13   |

## Educación
En Fuente el Saz de Jarama hay tres guarderías (una pública y dos privadas) y un colegio público de educación infantil, primaria y secundaria. La educación secundaria se comenzó a impartir en el año 2011, en el edificio de primaria. El edificio en el que hoy se estudia la secundaria se terminó de construir en 2013.

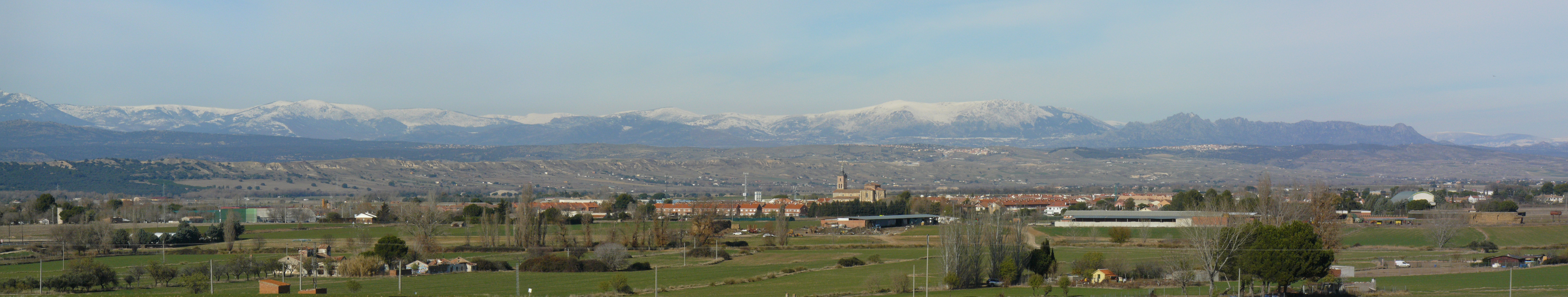
Panorámica de Fuente el Saz desde el Sur, con la sierra al fondo.